# Djadochtatherium matthewi
Djadochtatherium matthewi (лат.) — вид вымерших млекопитающих из семейства Djadochtatheriidae подотряда Cimolodonta отряда многобугорчатых. Единственный вид рода Djadochtatherium. Известен из отложений позднего мелового периода Центральной Азии (83,6—70,6 млн лет назад). Типовой образец AMNH 20440, частичный скелет. Его местонахождением является Shabarakh Usu, кампанский эоловый песчаник Djadokhta формации (Монголия). Первоначально вид был отнесён к североамериканскому роду Catopsalis. Это был относительно крупный представитель многобугорчатых с длиной черепа около 4,5 см. Внешне и по строению черепа напоминал представителя современного отряда грызунов.